# 7690 Sackler
A 7690 Sackler (ideiglenes jelöléssel 2291 T-1) a Naprendszer kisbolygóövében található aszteroida. Cornelis Johannes van Houten,  Ingrid van Houten-Groeneveld és Tom Gehrels fedezte fel 1971. március 25-én.